# Matthew Specktor
Pour les articles homonymes, voir Spector et Spektor.
Matthew Specktor, né en 1966 à Los Angeles, est un romancier et scénariste américain. Il est l'auteur de Hollywood dream machine, sorti en français le 17 février 2016.

## Parcours
Specktor est né à Los Angeles. Son père, Fred Specktor, exerce encore aujourd'hui la profession d'agent artistique chez Creative Artists Agency. En 1998, Matthew Specktor obtient sa licence de Hampshire College et, en 2009, un master de création littéraire de Warren Wilson College.
Dans les années 1990, Specktor travaille dans l'industrie cinématographique, notamment chez TriBeCa Productions, Jersey Films et Fox 2000 Pictures. En 2001, il adapte le roman de Shirley Hazzard Le Passage de Vénus en partenariat avec Radical Media.

## Carrière littéraire
Le premier roman de Specktor, That Summertime Sound (non traduit en français), a paru en 2009. En 2011, Specktor a publié (en anglais) un ouvrage critique du film L'Arnaque de George Roy Hill.
Le deuxième roman de Specktor, paru en anglais en 2013 sous le titre American Dream Machine, est sorti en France en février 2016 sous le titre Hollywood dream machine, dans une traduction d'Antoine Guillemain. L'action se déroule principalement à Los Angeles et débute dans les années 1960 pour se poursuivre jusqu'à nos jours. Deux familles d'agents artistiques, producteurs et scénaristes traversent les vicissitudes du monde hollywoodien et ses nombreux changements, et s'interrogent sur la nature des relations qui les unissent dans un monde bien souvent illusoire. L'ouvrage, encensé par plusieurs critiques, a pu être comparé à certains égards à l’œuvre de F. Scott Fitzgerald, de Raymond Chandler, de Saul Bellow, ou encore de Thomas Pynchon. L'Editor's Choice du New York Times fait état d'une "sensibilité poétique qui fait écho aux rythmes de Bellow et d'Updike, avec la même intelligence vorace et exubérante". L'écrivain américain Bret Easton Ellis loue notamment "le calme et la cruauté avec lesquels le roman décrit l'industrie du cinéma sans la réduire à la satire, à l'hystérie" et déclare sur Twitter : "l'un des meilleurs romans sur Los Angeles que j'aie jamais lus". En 2013, Hollywood dream machine a fait l'objet d'un contrat d'option avec Showtime Networks.
Specktor est également l'auteur de nouvelles, essais et critiques littéraires publiées dans le New York Times, GQ UK, The Paris Review, entre autres publications. Il a par ailleurs été l'un des rédacteurs en chef de la rubrique fiction de la revue littéraire The Los Angeles Review of Books.